# 石川末廣
石川 末廣（いしかわ すえひろ、1979年9月27日 - ）は、三重県鈴鹿市出身の日本の陸上競技・元選手、現コーチ（指導者）。専門は長距離走・マラソン。2016年リオデジャネイロオリンピック・男子マラソン日本代表。

## 人物
鈴鹿市立合川小学校→鈴鹿市立天栄中学校→三重県立稲生高等学校を経て東洋大学経済学部経済学科へ進学。
東洋大学では陸上競技部長距離部門へ入部。大学時代は1年次、2年次に東京箱根間往復大学駅伝競走（第75回及び第76回）に出場しており、1年ではエース区間となる2区を走ったものの区間14位に終わる。この時は復路の走者が健闘し、10区で逆転し2年ぶりのシード権を獲得したものの、2年では1区から大幅に遅れ自身も復路のエース区間である9区を走ったものの、終盤に脱水症状を起こし、区間最下位（15位）に終わる。鶴見中継所ではよろめいて蛇行しながらリレーゾーンに入ってきたため、危うく大会車両にぶつかりそうなほどであった。東洋大学は前区間からの出遅れも響き、10区の走者が繰り上げスタートとなってしまった。3年次、4年次は予選会で敗退し、本大会出場は叶わなかった。
東洋大学卒業後はHondaへ入社し、陸上競技部に所属している。
2009年2月、世界クロスカントリー選手権大会・本代表選考会を兼ねた、第44回千葉国際クロスカントリー大会に出場し、5位（日本人3位・35分20秒）に入る。同年3月開催の、第37回世界クロスカントリー選手権ヨルダン大会に日本代表として選出・出場したが、総合47位（日本人首位・37分11秒）だった。
初マラソンは2012年3月のびわ湖毎日マラソンで、2時間11分台の13位でゴール。これは当時32歳での初マラソンで日本男子の最高記録である。翌2013年3月のびわ湖毎日マラソンでは、総合7位ながら自身33歳で初のサブテン（2時間10分未満）及びマラソン自己記録を更新した。
2016年8月開催のリオデジャネイロオリンピック・男子マラソン国内最終選考会である、2016年3月のびわ湖毎日マラソンへ国内招待選手として出場。30Km地点を過ぎた後、北島寿典（安川電機）らと激しい日本人首位争いを展開した。ゴール地点の皇子山陸上競技場手前で惜しくも北島に追い越されるが、自己記録に15秒差の2時間9分台をマークし日本男子2番手の総合4位でフィニッシュ。同年3月17日に日本陸連の理事会においてリオ五輪男子マラソン日本代表へ正式に初選出された。尚、リオ五輪男子マラソン本番当日は36歳10か月となるが、これは谷口浩美（旭化成）が1996年8月のアトランタオリンピック男子マラソン出場の当時36歳3か月を上回る最高齢記録となる。
そのリオ五輪男子マラソン本番では、レース中盤迄先頭集団に食らいついたが、24Km付近で先頭集団から脱落、その後も徐々に順位を落とし、結果日本人2番手の36位に終わった。
2017年8月開催の世界陸上ロンドン大会選考レースの、2017年3月・びわ湖毎日マラソンへ国内招待選手として2年連続4回目の大会出場に。中間点地点辺り迄ハイペースの先頭集団についていったが、その後優勝争いから脱落。30Km地点以降は5Kmラップタイムが16分台にペースダウン、結局2時間11分台で日本人3着の総合6位に留まった。
2019年9月開催のマラソングランドチャンピオンシップ（MGC・2020年東京オリンピック男子マラソン）選考レースとなる、2019年3月10日のびわ湖毎日マラソンへ2年振り5回目の出走に。しかし10Km地点を過ぎて途中棄権に終わり、このレースが結果的に石川のラストランと成った 。
それから10日後の2019年3月20日に現役引退と、及び同年4月からはHonda・陸上部のコーチ就任を表明した。

## 自己記録
- 5000m：13分42秒64
- 10000m：28分07秒04
- ハーフマラソン：1時間02分23秒
- フルマラソン：2時間09分10秒

## マラソン全成績
| 年月          | 大会                         | 順位 | 記録          | 備考                                                                     |
| ------------- | ---------------------------- | ---- | ------------- | ------------------------------------------------------------------------ |
| 2012年3月4日  | びわ湖毎日マラソン           | 13位 | 2時間11分13秒 | 初マラソン（32歳日本男子最高記録）・2012年ロンドンオリンピック選考レース |
| 2012年9月30日 | ベルリンマラソン             | 11位 | 2時間11分46秒 |                                                                          |
| 2013年3月3日  | びわ湖毎日マラソン           | 7位  | 2時間09分10秒 | 自己記録・2013年世界陸上モスクワ大会選考レース                           |
| 2013年9月29日 | ベルリンマラソン             | 7位  | 2時間10分24秒 |                                                                          |
| 2014年2月23日 | 東京マラソン2014             | 13位 | 2時間09分29秒 | 2014年仁川アジア競技大会選考レース                                       |
| 2016年3月6日  | びわ湖毎日マラソン           | 4位  | 2時間09分25秒 | 2016年リオデジャネイロオリンピック選考レース                             |
| 2016年8月21日 | リオデジャネイロオリンピック | 36位 | 2時間17分08秒 | 日本男子では二番手                                                       |
| 2017年3月5日  | びわ湖毎日マラソン           | 6位  | 2時間11分05秒 | 2017年世界陸上ロンドン大会選考レース                                     |
| 2018年5月6日  | プラハマラソン               | 8位  | 2時間16分39秒 |                                                                          |
| 2019年3月10日 | びわ湖毎日マラソン           | DNF  | 途中棄権      | ラストラン・MGCシリーズ第10弾（2020年東京オリンピック選考レース）        |